# Белый стих
Бе́лый стих — стих, не имеющий рифмы, но, в отличие от свободного стиха, обладающий определённым размером: белый ямб, белый анапест, белый дольник.
Употребление этого термина возможно только для тех национальных поэзий, для которых и размер, и рифма являются характерными, системообразующими признаками: так, применительно к древнегреческой поэзии, в которой нечто похожее на рифму возникало разве что в виде исключения, о белом стихе говорить не принято.
В португальской литературе белый стих был введён Антониу Феррейрой в трагедии «Каштру» (Castro, первая публикация 1587). Это кардинальное новшество было продолжено в XVIII веке аркадийцами (Филинту Элизиу), участниками лиссабонской литературной академии Лузитанская Аркадия.
В русской поэзии белый стих пользовался в определённые периоды (главным образом, в конце XVIII — начале XIX веков) значительной популярностью; особенно это касается белого ямба, широко использовавшегося в поэмах и стихотворных драмах.

## Примеры
Четырехстопный ямб:
В еврейской хижине лампада

В одном углу бледна горит,

Перед лампадою старик

Читает Библию. Седые

На книгу падают власы…
(А. Пушкин)
Пятистопный ямб:
Все говорят: нет правды на земле.

Но правды нет и выше. Для меня

Так это ясно, как простая гамма.

Родился я с любовию к искусству...
(А. Пушкин, «Моцарт и Сальери»)

###### В драме «Каменный гость»Александра Пушкина
Приди — открой балкон. Как небо тихо;

Недвижим теплый воздух, ночь лимоном

И лавром пахнет, яркая луна

Блестит на синеве густой и темной,

И сторожа кричат протяжно: «Ясно!..»

А далеко, на севере — в Париже —

Быть может, небо тучами покрыто,

Холодный дождь идет и ветер дует.

А нам какое дело? слушай, Карлос,

Я требую, чтоб улыбнулся ты…